# Rodd Redwing
Rodd Redwing (24 de agosto de 1904 – 29 de mayo de 1971) fue un actor de cine y televisión estadounidense de etnia Chickasaw, conocido por ser el más rápido con el revólver en el ámbito cinematográfico.

## Biografía
Nacido en la ciudad de Nueva York, y miembro de la tribu india Chickasaw, Redwing fue uno de los principales instructores de Hollywood en el empleo de armas de fuego, cuchillos, tomahawk, y látigos. Tras llegar al cine trabajando para Cecil B. DeMille en el film de 1931 The Squaw Man, él fue preparador de actores de la talla de Alan Ladd, Ronald W. Reagan, Burt Lancaster, Glenn Ford, Richard Widmark, Anthony Quinn, Charlton Heston, Dean Martin y Fred MacMurray, a los que dio instrucción sobre la utilización de armas de fuego.
Además, entre 1951 y 1967 actuó en más de una docena de programas televisivos, incluyendo una aparición como estrella invitada en el concurso de la CBS What's My Line?. También para la televisión, en ocho episodios de la serie western de ABC/Desilu The Life and Legend of Wyatt Earp, Redwing encarnó a "Mr. Brother", un cheyenne amigo e informador de Wyatt Earp (Hugh O'Brian).
Rodd Redwing falleció en 1971, a los 66 años de edad, tras actuar en The Red Sun. Sufrió un infarto agudo de miocardio a bordo de un avión con el que volvía de España, falleciendo 35 minutos después, justo antes de aterrizar en Los Ángeles, California. Sus restos fueron incinerados, y las cenizas depositadas en el Cementerio Hollywood Forever.

## Selección de su filmografía
- Sol rojo (1971)
- Charro! (1969)
- Shalako (1968)
- Johnny Reno (1966)
- Sergeants 3 (1962)
- El rostro impenetrable (1961)
- Estrella de fuego (1960)
- Heller in Pink Tights (1960)
- The Flame Barrier (1958)
- Copper Sky (1957)
- Jaguar (1956)
- Los diez mandamientos (1956)
- The Mole People (1956)
- Cattle Queen of Montana (1954)
- Creature from the Black Lagoon (1954)
- La senda de los elefantes (1954)
- Cuando ruge la marabunta (1953)
- Conquest of Cochise (1953)
- Flight to Tangier (1953)
- Saginaw Trail (1953)
- Winning of the West (1953)
- Last of the Comanches (1952)
- The Pathfinder (1952)
- Encubridora (1952)
- Buffalo Bill in Tomahawk Territory (1952)
- Hellgate (1952)
- Little Big Horn (1951)
- Kim (1950)
- Song of India (1949)
- Éramos desconocidos (1949)
- Apache Chief (1949)
- Key Largo (1948)
- Intrigue (1947)
- The Last Round-Up (1947)
- Out of the Depths (1946)
- Singin' in the Corn (1946)
- Objetivo Birmania (1945)
- Rainbow Island (1944)
- Sonora Stagecoach (1944)
- The Story of Dr. Wassell (1944)